# Henry Wood
Henry Joseph Wood CH (Londres, 3 de março de 1869 – Hertfordshire, 19 de agosto de 1944) foi um maestro inglês mais conhecido por sua ligação com a série anual de concertos promenade, conhecidos como Proms. Ele os regeu por quase meio século, apresentando centenas de novas obras para a audiência britânica. Após sua morte, os concertos foram oficialmente renomeados em sua homenagem como os "Concertos Promenade de Henry Wood", apesar de terem continuado a ser referidos como "os Proms".

## Educação e carreira
Nascido em circunstâncias modestas e com pais que incentivaram o seu talento musical, Wood começou sua carreira como organista. Durante seus estudos na Royal Academy of Music, ele foi influenciado pelo professor de voz Manuel Garcia e tornou-se seu acompanhante. Após trabalhar para a companhia de ópera de Richard D'Oyly Carte com a obra de Arthur Sullivan e outros,Wood tornou-se o maestro de uma pequena companhia de ópera itinerante. Ele foi logo contratado pela Carl Rosa Opera Company, uma companhia maior. Um fato marcante em sua carreira operística foi reger a estreia britânica de Eugene Onegin, de Tchaikovsky, em 1892.
A partir de meados da década de 1890 até a sua morte, Wood focou na regência de concertos. Ele foi contratado pelo impresario Robert Newman para reger uma série de concertos promenade no Queen's Hall, oferecendo um misto de música clássica e popular a baixos preços. A série foi bem-sucedida, e Wood regeu séries de promenades anuais até sua morte, em 1944. Na altura dos anos 1920, Wood havia modificado o repertório inteiramente para música clássica. Quando o Queen's Hall foi destruído por um bombardeio em 1941, os Proms mudaram-se para o Royal Albert Hall.
Wood recusou os cargos de regente-chefe das Orquestras Filarmônica de Nova Iorque e Sinfônica de Boston, crendo que seu dever era servir música ao Reino Unido. Em acréscimo aos Proms, ele regeu concertos e festivais por todo o país e também ensinou a orquestra estudantil da Royal Academy of Music. Ele teve influência enorme na vida musical britânica ao longo de sua carreira: ele e Newman aumentaram grandemente o acesso a música clássica, e Wood aumentou o padrão de apresentações orquestrais, nutrindo o gosto do público e apresentando um vasto repertório de música que abrangia quatro séculos.